# Achtvlekpriemkever
De achtvlekpriemkever (Bembidion octomaculatum) is een keversoort uit de familie van de loopkevers (Carabidae). De wetenschappelijke naam van de soort werd in 1777 gepubliceerd door Johann August Ephraim Goeze.